# Acyphoderes delicata
Acyphoderes delicata är en skalbaggsart som beskrevs av Horn 1894. Acyphoderes delicata ingår i släktet Acyphoderes och familjen långhorningar. Inga underarter finns listade i Catalogue of Life.